# Nokia E63

Nokia E63 este produsă de compania Nokia.Nokia E63 este un telefon elegant oferă o tastatură QWERTY completă și e-mail cu capabilități complete. Este livrat cu sistemul de operare Symbian OS v9.2 are Wi-Fi, Bluetooth și suport 3G.

## Afișaj și Memorie
- Ecran 2.36 inchi
- Rezoluție: 320 x 240 pixeli (QVGA)
- Până la  16 milioane de culori
- Până la 110 MB memorie internă
- Slot pentru card MicroSD

## Conectivitate
- EDGE
- CSD
- HSCSD
- Bluetooth 2.0 cu A2DP
- Suport sincronizare: SyncML, iSync, Intellisync și ActiveSync
- Wi-Fi 802.11 b/g

## Imagini,sunete și muzică
- Cameră de 2 megapixeli
- Format imagine: JPEG/EXIF
- Senzor CMOS
- Bliț LED
- Zoom digital
- Redarea de muzică în formatele:.mp3, .wma, .aac, AAC+, eAAC+
- RealPlayer
- Redarea video în următoarele formate: .Flash Lite 3, .mp4, .3gp;
- Radio FM
- Conector Nokia AV de 3.5 mm
- 3G